# Complot 365
Complot 365 (oorspronkelijke Engelstalige titel: Conspiracy 365) is een Australische dertiendelige boekenserie van Gabrielle Lord uitgebracht van 2009 tot 2012. Van de serie is een gelijknamige televisieserie gemaakt voor het Family Movie Channel, die gedurende 2012 voor het eerst werd uitgezonden.

## Verhaal
Complot 365 gaat over een jongen, Callum Ormond, die op de vlucht is voor de politie wegens beschuldiging voor een aanslag op zijn eigen zus en zijn oom. Er zitten ook twee bendes achter hem aan die de zogeheten Ormond-singulariteit willen verkrijgen. Een gek vertelt hem dat hij 365 dagen moet onderduiken.
Zijn vader is al meer dan een half jaar dood. Er werd ingebroken terwijl ze op vakantie waren. In de koffer van zijn vader zat een juwelenkistje dat leeg is, en ze weten ook niet of er iets in heeft gezeten. Cals moeder dacht dat het een cadeau voor haar was.
Er zijn 13 delen van dit boek: Januari, Februari, Maart, April, Mei, Juni, Juli, Augustus, September, Oktober, November en December. In boek 13 (Wraak) komt alles uiteindelijk goed. Er is ook Conspiracy 365 black ops #1, #2 en #3 (complot 365 zwarte operaties). 